# Ortsgruppenleiter
Ortsgruppenleiter (chef de groupe local) était un rang et un titre politique du parti nazi qui a existé entre 1930 et 1945. Le terme est apparu pour la première fois lors des élections allemandes de 1930, et était occupé par le chef nazi d'une ville ou, dans les grandes villes, d'un quartier, aux fins de l'organisation de la circonscription électorale. Après 1933, dans le cadre du processus de Gleichschaltung, le poste d'Ortsgruppenleiter est devenu le chef nazi d'une grande ville ou d'un quartier.

## Rôle

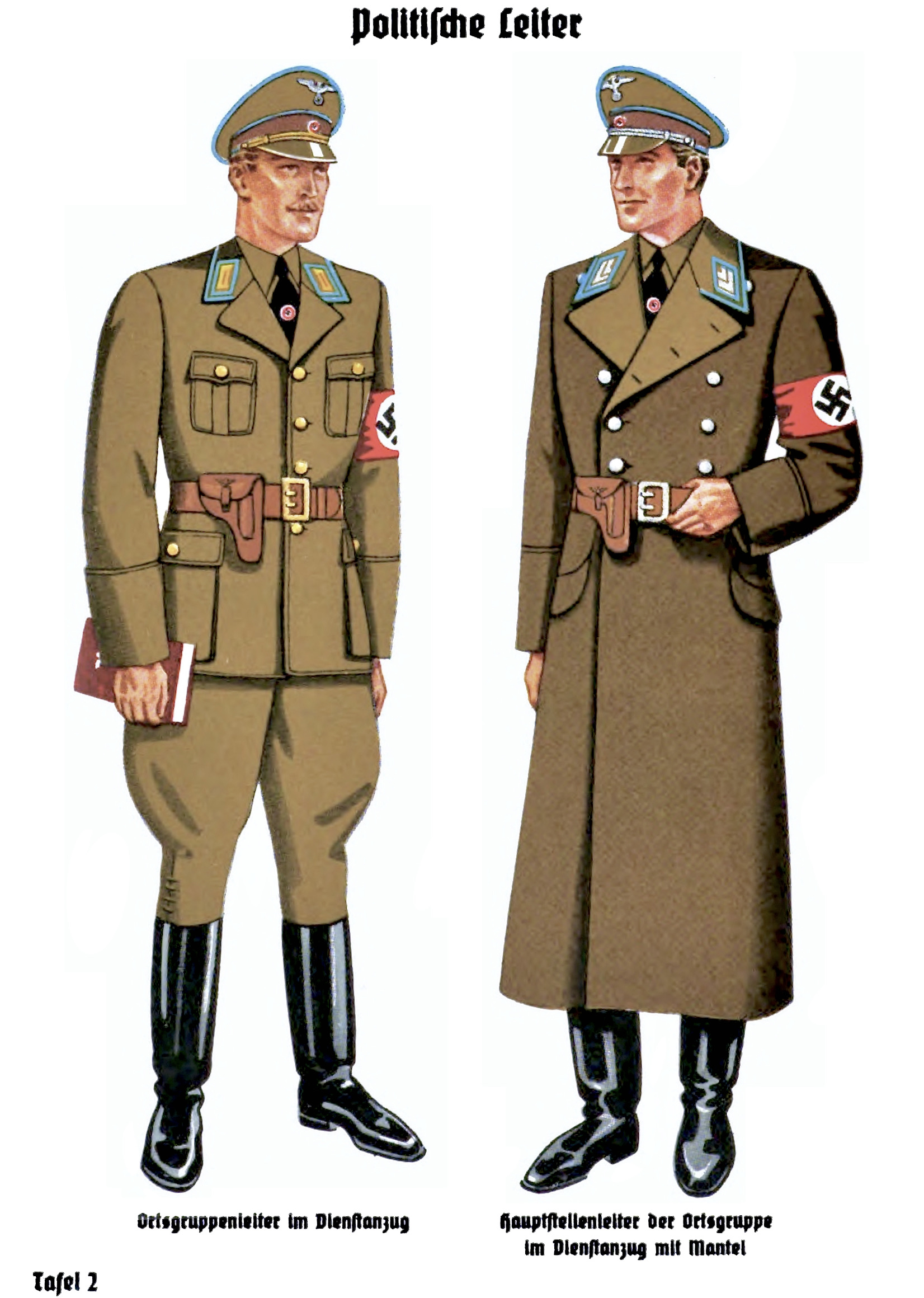
Ortsgruppenleiter en uniforme (à gauche), 1938

Sous l'Allemagne nazie, un Ortsgruppenleiter était un membre officiel du NSDAP chargé de la surveillance et de la direction politique de la plus grande subdivision d'un Kreis, composé de plusieurs villes ou villages, ou d'une partie d'une grande ville, regroupant de 1 500 à 3 000 ménages. En 1935, on comptait 21 000 Ortsgruppenleiter.
Après la fondation de l'Allemagne nazie, le rang politique d'Ortsgruppenleiter était occupé par le chef nazi d'une région municipale. Dans de nombreux cas, l'administration de la ville et de l'arrondissement a chevauché le système politique nazi, ce qui signifie que le gouvernement local traditionnel a été éclipsé, voire entièrement remplacé, par la direction nazie. Les titres gouvernementaux traditionnels ont continué d'exister, comme celui de Bürgermeister ; cependant, si ces postes n'étaient pas déjà occupés par un fonctionnaire nazi correspondant, l'administration municipale n'était guère plus qu'un tampon pour les desseins nazis.
Une de ses fonctions était d'établir une attestation de bonne conduite (politique) nécessaire pour accéder à la fonction publique. Cette attestation se fondait sur la base d'un fichier recensant le comportement politique de ses administrés. En donnant ses ordres à la Nationalsozialistische Volkswohlfahrt, l'équivalent du secours national socialiste, et en gardant un lien étroit avec la police et la défense civile, il encadrait et surveillait la population locale d'une manière efficace pendant la guerre aérienne après 1941.
Ainsi pendant la Seconde Guerre mondiale, le poste d'Ortsgruppenleiter englobe une grande quantité de responsabilités et de pouvoirs, car ce sont ces fonctionnaires nazis qui gèrent généralement les systèmes de défense civile de la ville, ainsi que l'allocation des rations de guerre et les efforts de secours civils. Lorsque l'Allemagne a été envahie et que la défaite est devenue imminente, les dirigeants nazis des grandes villes sont également devenus des commandants militaires ad hoc chargés des forces allemandes mixtes et des unités du Volkssturm.
Le rang de Ortsgruppenleiter était à l'origine le cinquième niveau de la hiérarchie du parti nazi, après le Führer, le Reichsleiter, le Gauleiter et le Kreisleiter.